# Émile Romang
 (septembre 2022).
Pour les articles homonymes, voir Romang.
Émile Romang, né à Vevey le 4 mai 1863 et mort le 3 mars 1947, est un entrepreneur vaudois.

## Biographie
Émile Romang effectue un apprentissage dans une banque qui l'engage. Il est engagé à l'hôtel Seiler à Zermatt (1894-1898). En 1898, alors qu'il vient de gagner 100 000 francs suisses à la «Loterie du canal de Suez», il s'associe à Samuel Gétaz. En 1899 tous deux créent la «Société en nom collectif Gétaz & Romang». 
Rejoints par Alfred Ecoffey en 1916 l'entreprise devient Gétaz-Romang-Ecoffey. 
Administrateur-délégué de Gétaz Romang Ecoffey SA de 1916 à 1944, Émile Romang est conseiller municipal à La Tour-de-Peilz (1917-1929), député libéral au Grand Conseil vaudois (1909-1921) et administrateur du Crédit du Léman à Vevey dès 1902.

## Sources
- Elise Jacqueson, Gétaz Romang une épopée de 120 ans Le Temps, 2007/03/08, p. 24